# Абстракция
Абстра́кция (лат. abstractio «отвлечение») — процесс отвлечения (абстрагирования) от тех или иных характеристик объекта для их избирательного анализа; при этом наблюдаемый объект замещается его идеализированным теоретическим образом — абстрактным объектом. Абстракции являются универсальным методом научного познания, они необходимы для формирования понятий, узнавания и классификации объектов исследования на всех уровнях формирования знаний.
Абстраги́рование — операция мышления, состоящая в отвлечении от несущественных сторон, свойств, связей объекта (предмета или явления) с целью выделения их существенных, закономерных признаков. Результат абстрагирования — абстрактные понятия, например: цвет, кривизна, масса, красота и т. д.
В европейской философии и логике абстрагирование трактуется как способ поэтапного продуцирования понятий, которые образуют всё более общие модели — иерархию абстракций. Наиболее развитой системой абстракций обладает математика. Степень отвлечённости обсуждаемого понятия называется уровнем абстракции. В зависимости от целей и задач, можно рассуждать об одном и том же объекте на разных уровнях абстракции.

## Абстрактное понятие
Абстрактное понятие — высшая форма абстракции, но связанная с примитивной чувственной абстракцией. Начиная с одних чувственных свойств объекта, выделяя другие чувственные свойства (примитивная чувственная абстракция), абстракция переходит к выделению нечувственных свойств, выраженных в отвлечённых абстрактных понятиях. Через отношения между предметами мысль может выявить их абстрактные свойства. Абстракция в своих высших формах является результатом раскрытия всё более существенных свойств вещей и явлений через их связи и отношения. Существовало два учения об абстракции, то есть о том процессе, когда мышление переходит к абстрактным понятиям:
- абстракция эмпирической психологии — это учение сводило абстрактное лишь к чувственному,
- абстракция реалистической психологии — отрывало абстрактное от чувственного, утверждая, что абстрактное содержание порождается мыслью.

Но в действительности абстрактное и несводимо к чувственному, и неотрывно от него. Мысль может прийти к абстрактному лишь исходя из чувственного, то есть это движение мысли, которая переходит от чувственных свойств предметов к их абстрактным свойствам.

## Абстрактный объект
В метафизике принято выделять абстрактные объекты как особую онтологическую категорию, противопоставляемую конкретным объектам. Абстрактным объектам приписывается ряд отличительных особенностей, таких как отсутствие расположения в пространстве-времени, каузальная инертность, необходимое существование, нефизический характер и т. д. Примерами абстрактных объектов могут служить числа, множества, пропозиции, универсалии. По поводу их существования имеются две противоположные позиции: платонизм, то есть реализм в отношении абстрактных объектов и номинализм или антиреализм. Реалисты отстаивают свою позицию с помощью различных аргументов, наиболее известным из которых является аргумент Куайна-Патнэма. В соответствии с ним, наши наилучшие и наиболее успешные научные теории содержат неустранимую квантификацию по абстрактным объектам, а значит у нас есть онтологические обязательства по признанию их существования. Реализм сталкивается с проблемой объяснения того, как мы можем познавать каузально инертные и находящиеся вне пространства-времени объекты. Проблема была поставлена П. Бенацеррафом.

## Абстрагирование
Абстрагирование — это метод познания, мысленное выделение, вычленение некоторых элементов конкретного множества и отвлечение их от прочих элементов данного множества. Это один из основных процессов умственной деятельности человека, опирающийся на знаковое опосредствование и позволяющий превратить в объект рассмотрения разные свойства предметов. Это теоретическое обобщение позволяет отразить основные закономерности исследуемых объектов или явлений, изучать их, а также прогнозировать новые, неизвестные закономерности. В качестве абстрактных объектов выступают целостные образования, составляющие непосредственное содержание человеческого мышления — понятия, суждения, умозаключения, законы, математические структуры и др.
Потребность в абстракции определяется ситуацией, когда становятся явными отличия между характером интеллектуальной проблемы и бытием объекта в его конкретности. В такой ситуации человек пользуется, например, возможностью восприятия и описания горы как геометрической формы, а движущегося человека — в качестве некой совокупности механических рычагов.

## Виды абстракции
Некоторые типы абстракции:
- примитивная чувственная абстракция — отвлекается от одних свойств предмета или явления, выделяя другие его свойства или качества (выделение формы предмета, отвлёкшись от его цвета или наоборот). В силу бесконечного многообразия действительности никакое восприятие не в состоянии охватить все её стороны, поэтому примитивная чувственная абстракция совершается в каждом процессе восприятия и неизбежно связана с ним.
- обобщающая абстракция — даёт обобщённую картину явления, отвлечённую от частных отклонений. В результате такой абстракции выделяется общее свойство исследуемых объектов или явлений. Данный вид абстракции считается основным в математике и математической логике.
- идеализация — замещение реального эмпирического явления идеализированной схемой, отвлечённой от несущественных для данного исследования реальных атрибутов. В результате образуются понятия идеализированных (идеальных) объектов: «идеальный газ», «абсолютно чёрное тело», «прямая» и др.
- изолирующая абстракция — тесным образом связана с непроизвольным вниманием, поскольку при этом выделяется то содержание, на котором сосредоточивается внимание.
- конструктивизация — отвлечение от неопределённости границ реальных объектов, их «огрубление».

По целям:
- формальная абстракция — выделение таких свойств предмета, которые сами по себе и независимо от него не существуют (форма или цвет). Этот тип абстракции служит основой усвоения детьми знаний, описывающих предметы по их внешним свойствам, что служит предпосылкой теоретического мышления.
- содержательная абстракция — вычленение тех свойств предмета, которые сами по себе обладают относительной самостоятельностью (клетка организма). Этот тип абстракции у учащихся развивает способность оперировать ими.

## Абстрактное и конкретное
В диалектической логике понятие «абстрактное» противопоставляется конкретному, например, конкретное мышление — абстрактное мышление (см. Восхождение от абстрактного к конкретному). В диалектической логике понятие абстракция часто употребляется в негативном смысле: как нечто одностороннее, неразвитое, слишком оторванное от жизни, в отличие от конкретного.
Абстрактное мышление подразумевает оперирование абстракциями («человек вообще», «число три», «дерево», и т. д.), конкретное мышление имеет дело с конкретными объектами и процессами («Сократ», «три банана», «дуб во дворе», и т. д.). Способность к абстрактному мышлению является одной из отличительных черт человека, которая, вероятно, сформировалась одновременно с языковыми навыками и во многом благодаря языку (так, нельзя было бы даже мысленно оперировать «числом три» вообще, не имея для него определённого языкового знака — «три», поскольку в окружающем нас мире такого абстрактного, ни к чему не привязанного понятия, попросту не существует: это всегда «три человека», «три дерева», «три банана» и т. п.).

## Определение через абстракцию
Определение через абстракцию — способ описания (выделения, «абстрагирования») не воспринимаемых чувственно («абстрактных») свойств предметов путём задания на предметной области некоторого отношения типа равенства (тождества, эквивалентности). Такое отношение, обладающее свойствами рефлексивности, симметричности и транзитивности, индуцирует разбиение предметной области на непересекающиеся классы (классы абстракции, или классы эквивалентности), причём элементы, принадлежащие одному и тому же классу, неотличимы по определяемому таким образом свойству.

## Медицина
Ввиду некоторых физиологических особенностей головного мозга индивидуумов, у людей, имеющих такие заболевания, как умственная отсталость, может отсутствовать или быть слабо выражено абстрактное мышление.